# 郑术
郑术（？—568年5月13日），字博道，荥阳郡开封县（今河南省开封市祥符区）人，西魏、北周官员。

## 生平
武定元年（543年），郑术的舅舅高慎出任豫州刺史，郑术跟随高慎前往豫州，参与高慎的谋划，归附西魏。大统九年（543年），郑术封清渊县开国伯，食邑五百户，加轻车将军、给事中、兼任太子洗马。大统十五年（549年），郑术升任员外散骑侍郎、持节、大都督，又升任使持节、车骑大将军、仪同三司。当时西魏刚占有巴蜀地区，郑术于西魏恭帝三年（556年）出任益州和仁郡太守，同年进爵为侯，增加食邑总计一千户。武成元年（559年），郑术加开府，设置佐吏，很快升任始遂二州刺史，又被征召出任建忠郡太守。天和三年（568年），郑术再度出任始州诸军事、始州刺史，还没来得及上任，就于天和三年四月一日（568年5月13日）因病在长安家中去世。周武帝诏令赠予梁豫二州诸军事、二州刺史，谥号元。天和四年岁次己丑十二月丙辰朔十七日壬申（570年1月9日），郑术与夫人裴淑晖合葬于长安阿傍暠陂里。

## 墓地与墓志
《郑术墓志》于2002年在长安县镐京乡沣镐村出土。首题“大周使持节骠骑大将军开府仪同三司大都督始州刺史清渊侯郑君墓志”，天和三年（568年）葬。志为青石，正方形，墓志顶面刻篆书阳文3行12字“大
周开府清渊元公郑君墓志”，无边饰。志石每边长52厘米，厚约11厘米，刻文26行，满行30字，楷书。志石左侧又刻4行83字，均系墓主人儿子、女婿官爵、出身之简略记述，字有残缺，字迹亦稍潦草。

## 家庭

### 祖父
- 郑奇，北魏本州别驾[2]

### 父母
- 郑熙，北魏龙骧将军、卷县县令[2]
- 渤海高氏，北魏抚军将军、定州刺史、乐城文宣侯高翼之女[2]

### 夫人
- 裴淑晖，北魏车骑将军、晋州刺史裴渊之女[2]

### 子女
- 郑纲，长子，北周右侍上士[2]
- 郑维，次子[2]
- 郑坚，三子[2]
- 郑氏，长女，嫁帅都督河内司马选[2]
- 郑氏，次女，嫁帅都督皇宗宇文谐[2]
- 郑氏，三女，嫁宗师大夫皇宗宇文谈[2]
- 郑氏，四女，嫁范阳□□□公[2][3]
- 郑氏，五女，嫁中外府记室皇宗宇文弘[2][3]